# Pleșcuța
Pleșcuța là một xã thuộc hạt Arad, România. Dân số thời điểm năm 2002 là 1496 người.